# إعاقة إنمائية
الإعاقة الإنمائية هو مصطلح يستخدم في الولايات المتحدة وكندا للإشارة إلى إعاقات تدوم طوال العمر تحدث بسبب الإعاقات العقلية أو البدنية، والتي تظهر قبل عمر الثانية والعشرين.
وهذا المصطلح ليس مرادفًا «للتأخير الإنمائي» الذي غالبًا ما ينجم عن مرض مؤقت أو صدمة تحدث في فترة الطفولة.

## أسباب الإعاقات الإنمائية
هناك العديد من الأسباب الاجتماعية والبيئية والبدنية التي تتسبب في حدوث الإعاقات الإنمائية (المرتبطة بالنمو)، رغم أنه في بعض الحالات، لا يمكن تحديد السبب القاطع لها مطلقًا. ومن بين العوامل الشائعة التي تتسبب في حدوث الإعاقات الإنمائية:
- تلف الدماغ أو الإصابة قبل أو أثناء أو بعد الولادة،

مشكلات *النمو أو التغذية (قبل الولادة، أو أثناء الولادة، أو بعد الولادة)،
- تشوهات الكروموسومات والجينات؛
- الميلاد قبل موعد الميلاد المحدد بفترة طويلة - ويطلق على ذلك كذلك اسم الابتسار،
- ضعف تغذية الأم وغياب أو نقص الرعاية الصحية،
- تعاطي المخدرات أثناء الحمل، بما في ذلك تناول الكحوليات والتبغ،
- الأذى التنموي السابق للولادة المتعلق بالأدوية، مثل الثاليدوميد،
- سوء المعاملة البدنية القاسية (إساءة معاملة الأطفال)، مما يمكن أن يسبب إصابة في الدماغ، والتي يمكن أن تؤثر بشكل سلبي على قدرات الطفل على التعلم والتنمية الاجتماعية والعاطفية

تؤثر الإعاقات الإنمائية على ما بين 1% و2% من عدد السكان في معظم الدول الغربية، رغم أن المصادر الحكومية تعترف بأن الإحصاءات المتعلقة بهذا المجال تشوبها العيوب. ويُعتقد أن تكون النسبة العالمية للأشخاص المصابين بالإعاقات الإنمائية حوالي 1.4%.
 وعدد المصابين من الذكور ضعف عدد الإناث، وقد رأى بعض الباحثين أن انتشار الإعاقات الإنمائية الخفيفة يحتمل أن يزيد في المناطق التي يسود فيها الفقر والحرمان، وبين الأشخاص من بعض الأعراق المعينة.

## المشكلات ذات الصلة

### المشكلات الصحية البدنية
هناك العديد من عوامل الصحة البدنية المقترنة بالإعاقات الإنمائية. بالنسبة لبعض الأمراض والتشخيصات، فإنها تكون متأصلة (مثل ضعف وظيفة القلب في الأشخاص المصابين بمتلازمة داون)، ومع ذلك، فإن نقص القدرة على الوصول إلى الخدمات الصحية ونقص فهم المحترفين الطبيين يعد عاملاً مساهمًا في ذلك كذلك.[بحاجة لمصدر] ولا يستطيع الأشخاص الذين يعانون من صعوبات في التواصل التعبير عن احتياجاتهم الصحية، وبدون الدعم والتعليم الكافيين، قد لا نستطيع التعرف على ماهية مرضهم. وتظهر أمراض الصرع والمشكلات الحسية (مثل ضعف الرؤية والسمع) والسمنة وضعف صحة الأسنان بين هؤلاء الأشخاص.
 يكون العمر المتوقع بين الأشخاص المصابين بإعاقات إنمائية كمجموعة أقل بمقدار 20 عامًا من المتوسط، رغم أن هذا العمر يتحسن مع التطويرات الحادثة في التقنيات التكيفية والطبية، ومع تغير طبيعة حياة الناس إلى الشكل الأكثر صحية والأفضل، ، وبعض الأمراض (مثل متلازمة فريمات شيلدون) لا تؤثر على العمر المتوقع.

### المشكلات الصحية العقلية (التشخيصات المزدوجة)
يحتمل حدوث مشكلات الصحة العقلية والأمراض النفسية في الأشخاص المصابين بالإعاقات الإنمائية بشكل أكثر من الأشخاص العاديين. ومن بين العوامل التي تعد السبب في ذلك المعدل المرتفع لحدوث التشخيصات المزدوجة:
- الاحتمالية المرتفعة للتعرض لأحداث الصدمات على مدار عمرهم (مثل هجرهم من قبل من يحبونهم وإساءة المعاملة والتنمر والتحرش)[6]
- القيود الاجتماعية والإنمائية على الأشخاص المصابين بإعاقات إنمائية (مثل نقص التعليم والفقر ومحدودية فرص التوظيف ومحدودية فرص إتمام العلاقات، والملل)
- العوامل البيولوجية (مثل إصابة الدماغ، والصرع، وإساءة استخدام المخدرات والكحوليات غير المشروعة والمدرجة في القائمة)[7]
- العوامل التنموية (مثل عدم القدرة على إدراك الأعراف الاجتماعية والسلوكيات المناسبة، وعدم قدرة الأشخاص حول المريض على السماح له / إدراك تعبيراته بالشعور بالحزن وغير ذلك من المشاعر البشرية)
- عامل المراقبة الخارجية: يجب أن يحتوي المسكن، بالنسبة لكل الأشخاص المصابين بإعاقات إنمائية ويسكنون في مساكن فيدرالية أو تابعة للدولة، على بعض أشكال المراقبة السلوكية لكل شخص من الأشخاص المصابين بإعاقات إنمائية في المسكن. فمن خلال تلك المعلومات، تكون عمليات التشخيص النفسية أسهل من الأشخاص العاديين الذين لا تتم مراقبتهم بنفس تلك الدرجة.
- الوصول إلى موفري الرعاية الصحية: في الولايات المتحدة، يجب أن يخضع القاطنون في المسكن، بالنسبة لكل الأشخاص المصابين بإعاقات إنمائية ويسكنون في مساكن فيدرالية أو تابعة للدولة، لزيارات سنوية من قبل موفري الرعاية الصحية المتعددين. فمن خلال عمل زيارات متعددة إلى موفري الرعاية الصحية، يحتمل أن يحصل العديد من الأشخاص ممن يعانون من إعاقات إنمائية على العلاج المناسب من الآخرين العاديين الذين لا يكونون مطالبين بزيارة موفري الرعاية الصحية المتعددين.

وتتفاقم هذه المشكلات بسبب الصعوبات في تشخيص مشكلات الصحة العقلية، وبسبب العلاج غير المناسب والأدوية غير المناسبة، كما هو الحال في الأمراض الصحية البدنية.

### إساءة التعامل والتعرض للخطر
تعد إساءة التعامل مشكلة كبيرة للأشخاص المصابين بإعاقات إنمائية، وبشكل مجمع، ينظر إلى هذه المجموعة على أنها معرضة للخطورة في معظم نطاقات الاختصاص. ومن بين أنواع إساءة الاستخدام الشائعة:
- الإساءة البدنية (حجب الغذاء والضرب واللكم والدفع وما إلى ذلك)
- التجاهل (منع المساعدة عند الحاجة، على سبيل المثال، المساعدة في الصحة الشخصية)
- العنف الجنسي
- الإساءة العاطفية أو النفسية (الإساءة اللفظية والفضح والتقليل من القدر)
- القيود والممارسات التقييدية (قطع مصدر الطاقة عن الكرسي المتحرك الكهربي بحيث لا يتمكن الشخص من الحركة)
- الإساءة المالية (فرض رسوم غير ضرورية، التمسك بالمعاشات والأجور وما إلى ذلك).
- الإساءة القانونية أو المدنية (تقييد الوصول إلى الخدمات)
- الإساءة النظامية (منع الوصول إلى الخدمات المناسبة بسبب احتياجات الدعم المتصورة)
- الإهمال السلبي (فشل موفر الرعاية في توفير الطعام أو المأوى الكافي)

يعد نقص التعليم ونقص تقدير الذات ومهارات الدفاع عن الذات ونقص إدراك الأعراف الاجتماعية والسلوك الصحيح والصعوبات في الاتصالات من العوامل المساهمة القوية في حدوث الإساءة بنسبة مرتفعة بين هؤلاء الأشخاص.
وبالإضافة إلى الإساءة من الأشخاص الموجودين في مناصب القوة، يُنظر إلى الإساءة من النظراء على أنها مشكلة كبيرة، في حالة عدم إساءة فهمها. وكذلك، تعد معدلات الجرائم الجنائية بين الأشخاص من المصابين بالإعاقات الإنمائية مرتفعة بشكل غير متناسب، ومن المعترف به على نطاق واسع أن أنظمة العدالة الجنائية في مختلف أرجاء العالم لا تحتوي على البنود الكافية التي تتعلق باحتياجات الأشخاص من المصابين بالإعاقات الإنمائية، عندما ننظر إليهم بصفتهم مرتكبين وضحايا للجرائم.

### سلوكيات التحدي
يُظهر بعض الأشخاص من المصابين بإعاقات إنمائية سلوكيات تحدٍ، وهي تعرف على أنها «سلوك (سلوكيات) غير طبيعية من الناحية الثقافية ذات كثافة أو تكرار أو مدة تعرض السلامة البدنية للشخص أو الآخرين لخطورة كبيرة، أو سلوكيات يحتمل أن تحد بشدة من الوصول إلى مرافق المجتمع العادية أو منع ذلك الوصول». وتشتمل الأنواع الشائعة لسلوكيات التحدي على السلوكيات التي يمكن أن تضر بالنفس (مثل الضرب وصدم الرأس والعض) والسلوك العدواني (مثل ضرب الآخرين والصراخ والبصق والركل والسب والجذب من الشعر) والسلوك الجنسي المشين (مثل (الاستمناء على العلن أو لمس الآخرين) والسلوك الموجه ضد الممتلكات (مثل إلقاء الأشياء والسرقة) والسلوكيات النمطية (مثل الاهتزاز المتكرر أو اللفظ الصدوي أو سلس البول الاختياري).
يمكن أن تنجم سلوكيات التحدي في الأشخاص المصابين بالإعاقات الإنمائية عن مجموعة من العوامل، بما في ذلك العوامل البيولوجية (الألم، والأدوية، والحاجة إلى التحفيز الحسي)، والعوامل الاجتماعية (الملل، والبحث عن التفاعلات الاجتماعية، والحاجة إلى عنصر السيطرة، ونقص المعرفة بالأعراف الاجتماعية، وعدم حساسية الأشخاص والخدمات لرغبات واحتياجات الشخص)، والعوامل البيئية (الأوجه المادية مثل الضوضاء والإضاءة، أو القدرة على الوصول على الأشياء والأنشطة المفضلة) والعوامل النفسية (الشعور بالوحدة والإقصاء وقلة القيمة والنبذ، وضعف القوة، والارتقاء إلى التوقعات السلبية للناس)، أو بكل بساطة، وسيلة اتصال.
وفي الكثير من الأوقات، فإنه يتم تعلم سلوكيات التحدي وتجلب نتائجها، وفي الغالب، يمكن تعليم الأشخاص سلوكيات جديدة لتحقيق نفس الأهداف. ويمكن أن تقترن سلوكيات التحدي لدى الكثير من الأشخاص المصابين بالإعاقات الإنمائية ببعض مشكلات الصحة العقلية.
وتقترح الخبرات والأبحاث أن ما يطلق عليه المتحرفون اسم «سلوكيات التحدي» تكون غالبًا عبارة عن رد فعل لبيئات التحدي التي يخلقها من يوفر الخدمات حول الأشخاص المصابين بالإعاقات الإنمائية. وتكون «سلوكيات التحدي» في هذا السياق عبارة عن وسيلة للتعبير عن عدم الرضى بسبب فشل موفري الخدمات هؤلاء في التركيز على نوع الحياة التي يمكن أن تقنع هؤلاء الأشخاص، وغالبًا ما تكون هذه السلوكيات هي الطريقة الوحيدة التي يمتلكها المصابون بالإعاقات الإنمائية ضد الخدمات أو أسلوب التعامل غير المرضي ونقص الفرص المتاحة لهذا الشخص. وغالبًا ما تحدث هذه الحالة عندما توفر الخدمات أنماط الحياة وطرق العمل التي تركز على ما يناسب موفر الخدمة والموظفين العاملين لديه وليس على ما يناسب الشخص المريض.